# Parlament d'Åland

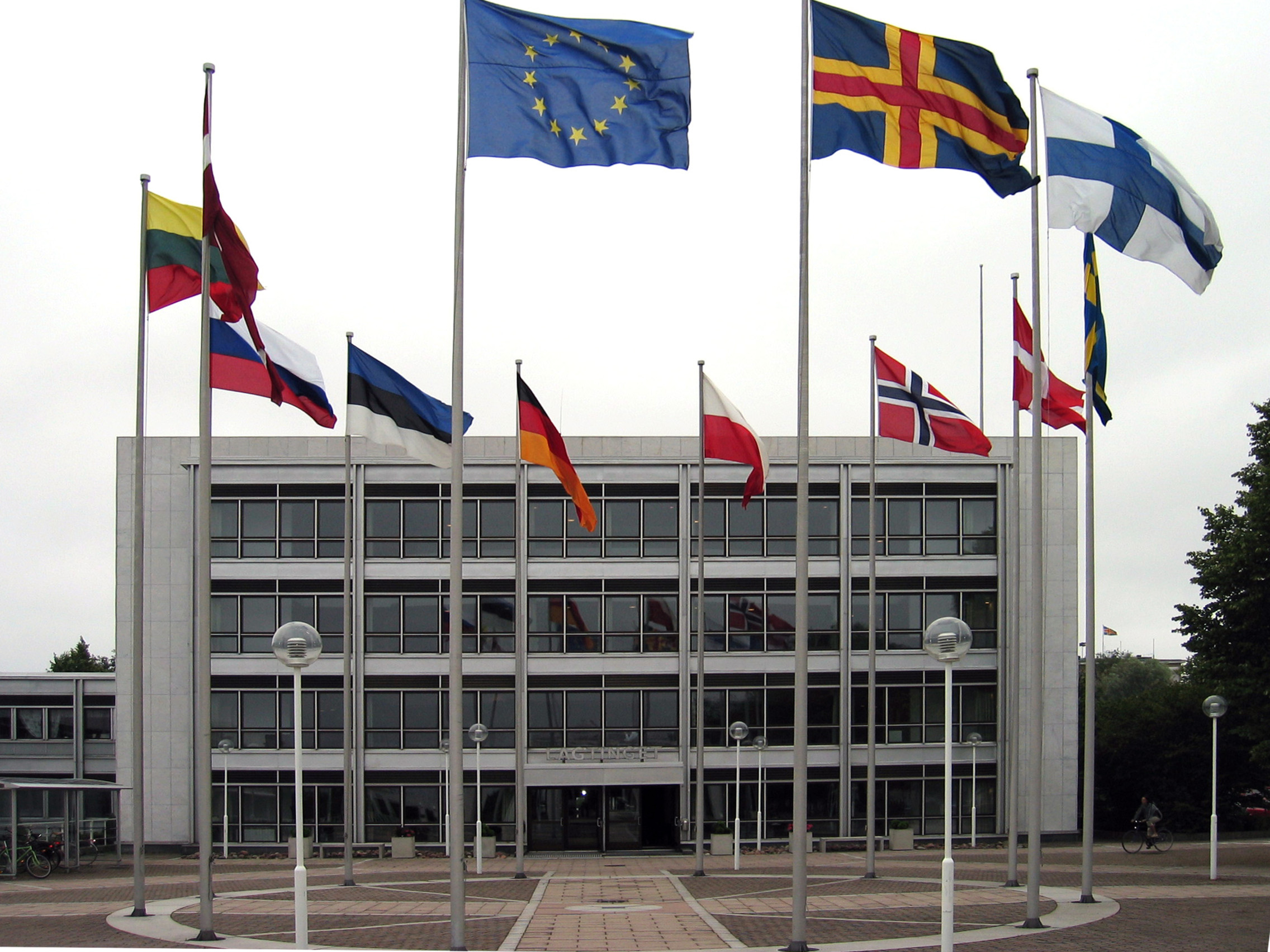
Edifici del Parlament a Mariehamn (1996)

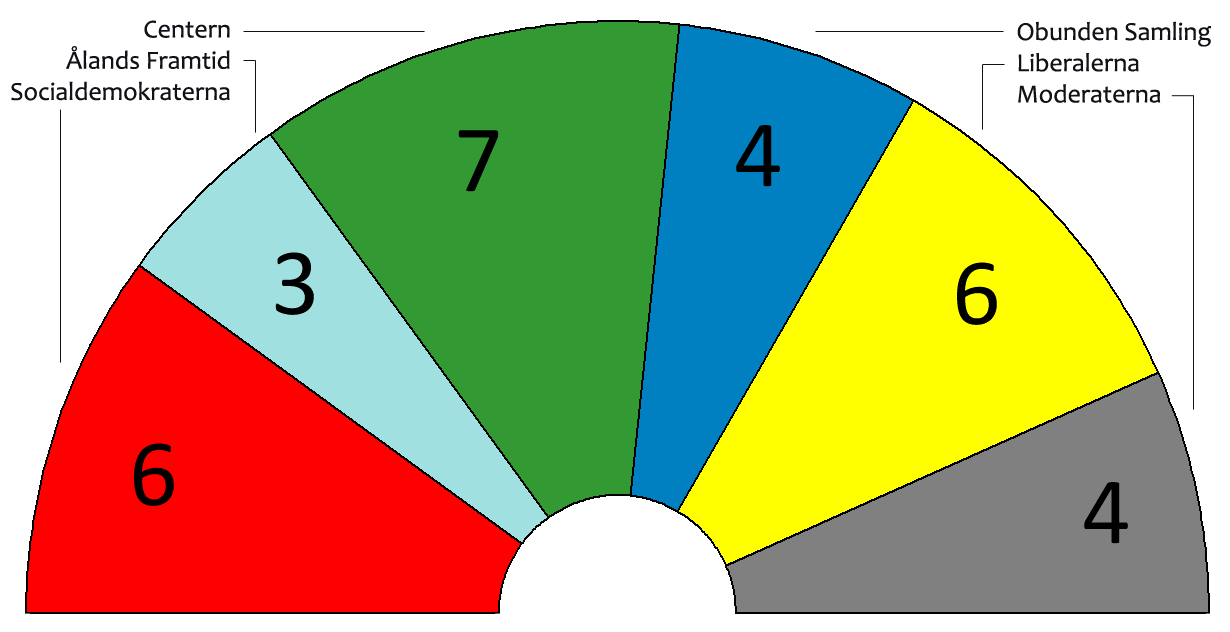
El Lagting 2011:
Socialdemòcrates d'Åland (6)
Futur d'Åland (3)
Centre d'Åland (7)
Agrupació de no-alineats (4)
Liberals per Åland (6)
Partit Moderat (4)

El Lagting, o Lagtinget, és el Parlament de les Illes Åland, una regió autònoma, desmilitaritzada i monolingüe sueca de Finlàndia. El Lagting té 30 escons. Envia un representant al Parlament de Finlàndia, l'Eduskunta. La seva primera reunió plenària fou el 9 de juny de 1922, quan la cambra es coneixia com a Assemblea Regional d'Åland. En commemoració d'aquest fet, cada 9 de juny se celebra a les Illes Åland el Dia de l'Autonomia.

## Composició actual
| Composició (2023) |                          |      |      |               |            |
|                   | Partit                   | Vots | %    | Representants | Diferència |
|                   | Liberals per Åland       |      | 30   | 9             | 3          |
|                   | Centre d'Åland           |      | 21.2 | 7             | 2          |
|                   | Agrupació de no-alineats |      | 15.3 | 5             | 1          |
|                   | Socialdemòcrates         |      | 12.8 | 4             | 1          |
|                   | Coalició Moderada        |      | 12.6 | 4             | =          |
|                   | Iniciativa Sostenible    |      | 5.1  | 1             | 1          |
|                   | Futur d'Åland            |      | 2.9  | 0             | 1          |
|                   | Democràcia d'Åland       | -    | -    | 0             | 1          |